# ロシアのアナキズムの歴史
ロシアのアナキズムの歴史（ロシアのアナキズムのれきし）はロシア帝国末期の政府改革に対する、ナロードニキとニヒリズム運動の不満の中から発展した。
アナーキストであると自認した最初のロシア人は、革命的社会主義者のミハイル・バクーニンであり、彼は国際労働者協会（第一インターナショナル、IWA）における近代アナーキスト運動の創設者となった。 IWA内部におけるマルクス主義者とアナーキストの分裂という状況において、ロシアの「土地と自由」組織もまた、政治闘争を支持するマルクス主義派と「行為によるプロパガンダ」を支持するアナーキスト派に分裂した。後者のアナーキスト派は、アレクサンドル2世の暗殺を首謀するに至った。
具体的には、「黒旗」のようなアナーキスト集団が20世紀初頭に台頭し始め、1905年と1917年のロシア革命におけるアナーキストの参加という形で頂点を迎えた。当初はボリシェヴィキを支持していたにもかかわらず、多くのアナーキストはブレスト＝リトフスク条約締結後、彼らに反旗を翻し、ソビエト民主主義の復権を目指して政府に対する「第三革命」を開始した。しかし、この試みられた革命は1921年までに鎮圧され、クロンシュタットの反乱の鎮圧とウクライナ革命反乱軍の敗北によって、完全に終結した。
アナーキスト運動はソビエト連邦時代に小規模な集団で存続したが、主にアナーキストの政治犯が送られたグラーグ（強制収容所）の中でであった。 しかし1930年代後半までには、その古参幹部は亡命するか、死亡するか、あるいは大粛清の間に姿を消した。 スターリンの死後の一連の蜂起を受けて、リバタリアン共産主義は反体制派の人権運動の中で再組織され始めた。 そしてソビエト連邦の崩壊までには、アナーキスト運動は公の場に再び姿を現した。 現代において、アナーキストはウラジーミル・プーチン政権に対する反政府運動の一部となっている。

## 歴史

### バクーニンとアナーキストの亡命

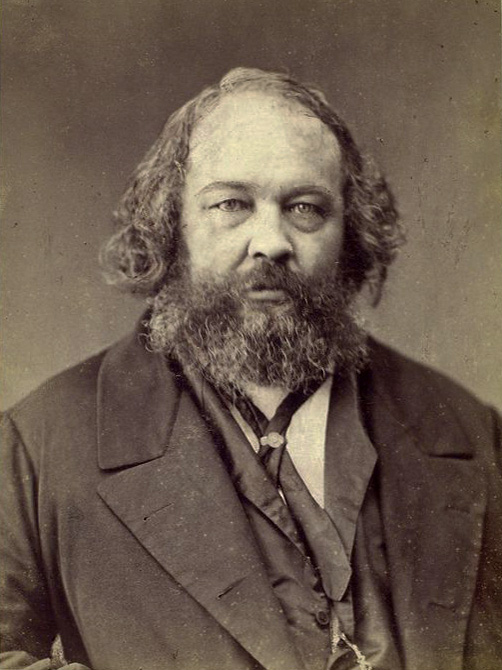
ミハイル・バクーニン

1848年、ミハイル・バクーニンはパリに戻ると、ロシアに対する激しい非難を公表し、それが原因でフランスから追放された。 1848年革命は、彼に民主主義的な扇動を行う急進的な運動に参加する機会を与えた。そして、1849年のドレスデン五月蜂起に参加したことで、彼は逮捕され、死刑を宣告されるに至った。 しかし、死刑判決は終身刑に減刑された。その後、彼はロシア当局に引き渡され、ロシア当局によって投獄された後、1857年に最終的に東シベリアへと送られた。
バクーニンはアムール地域への移住を許可された。彼はそこで、親族であり東シベリア総督を10年間務めていたニコライ・ムラヴィヨフ＝アムールスキー伯爵との協力関係を開始した。 ムラヴィヨフがその地位を解任されると、バクーニンは給与を失った。 バクーニンは脱走に成功し、おそらく当局の黙認の下、日本とアメリカを経由して1861年にイングランドへ向かった。 彼は残りの人生を西欧での亡命生活で送り、主にスイスを拠点とした。

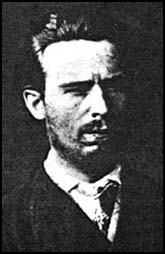
セルゲイ・ネチャーエフ

1869年1月、セルゲイ・ネチャーエフは、サンクトペテルブルクで逮捕されたという偽の噂を広めた。その後モスクワへ出発し、さらに海外へ向かった。 ジュネーブで、彼はペトロパブロフスク要塞から逃亡してきた革命委員会の代表であると偽り、亡命中の革命家ミハイル・バクーニンとその友人ニコライ・オガリョフの信頼を勝ち得た。
バクーニンは、アナキズムの理論を発展・精緻化し、アナキスト運動を主導する上で、重要な役割を果たした。 1870年代のロシアの「革命的平民」の運動に、バクーニンは深い足跡を残した。
1873年、ピョートル・クロポトキンは逮捕され、投獄された。しかし1876年に脱獄し、イングランドへ渡った。短期間滞在した後、スイスへ移り、そこでジュラ連盟に加わった。1877年、彼はパリへ向かった。そこで彼は、パリでアナキスト運動を始めるのを支援した。1878年、ピョートル・クロポトキンはスイスへ戻った。そこで彼は、ジュラ連盟の革命新聞「ル・レヴォルテ」を編集した。続いて、様々な革命的なパンフレットも出版した。

### ニヒリズム運動

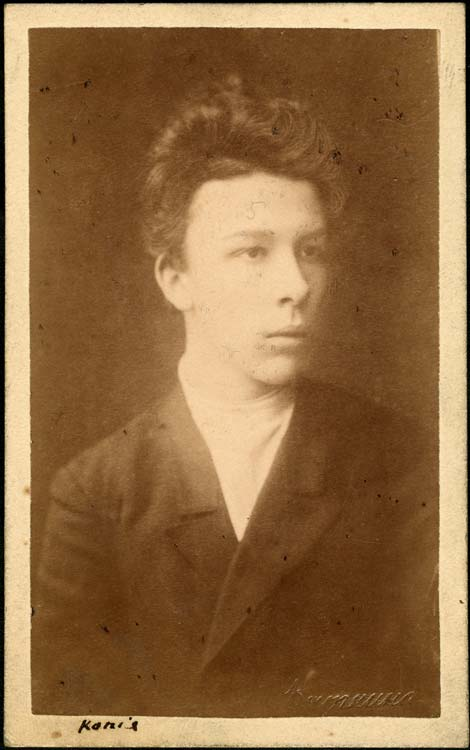
アレクサンドル・ウリヤノフ

暗殺未遂事件の後、ミハイル・ロリス＝メリコフ伯爵は最高行政委員会の長に任命され、革命家と戦うための並外れた権限を与えられた。ロリス＝メリコフは、何らかの議会制機関の設立を提唱し、アレクサンドル2世も同意した。しかし、これらの計画は実現することはなかった。1881年3月13日（旧暦3月1日）、アレクサンドル2世は暗殺された。 サンクトペテルブルクの中心街の1つ、冬宮殿の近くを走行中、彼は手製爆弾で致命傷を負い、数時間後に死亡した。 陰謀者のニコライ・キバリチチ、ソフィア・ペロフスカヤ、ニコライ・リサコフ、チモフェイ・ミハイロフ、アンドレイ・ジェリャボフは全員逮捕され、死刑判決を受けた。 ヘーシャ・ヘルマンはシベリアへ送られた。 暗殺者はイグナツィ・フリニェヴィエツキ（イグナテイ・グリネヴィツキー）と特定され、その襲撃で死亡した。

### トルストイ運動
彼自身をアナキストとは呼ばなかったが、レフ・トルストイ（1828–1910年）は後期の著作において、国家への抵抗を唱道する哲学を打ち立て、そして、世界的なアナキズムと平和主義の発展に影響を与えた。 一連の書籍や論文の中で、『我が信仰』（1884年）や『キリスト教と愛国心』（1894年）を含め、トルストイはキリスト教の福音書を、暴力を究極の悪とみなすイデオロギーの出発点として用いた。
トルストイは土地の私的所有を公然と軽蔑したが、彼のアナキズムは、主に国家が本質的に強制力の道具として存在するという彼の見解に根ざしていた。そして彼は、国家が強制力の道具であることは、すべての宗教的教えの対極にあると考えていた。 彼はかつてこう書いた。「人間によって作られ、今後も作られるであろう法律に無条件で従うことを前もって約束する人は、まさにこの約束によってキリスト教を放棄する」
1880年代において、トルストイの平和主義アナキズムはロシアで支持を集めた。 その後の数十年で、トルストイ自身が予期も奨励もしていなかったトルストイ運動は、ロシアおよび他の国々へと広がった。 戦争への抵抗は、1874年にアレクサンドル2世が義務兵役制度を導入して以来、ロシアにおいて特別な意味を持つようになった。 1880年代から20世紀初頭にかけて、トルストイの道徳的見地から戦争に異議を唱える若者が増え、兵役を拒否する者が多く現れた。 このような動きはトルストイを感動させ、彼はしばしば法廷で平和的良心的兵役拒否者を弁護するために立ち上がった。
トルストイのキリスト教道徳解釈に感銘を受けた多くの人々は、ロシア各地に農業コミューンを設立し、収入を共有し、自分たちの食料、住居、物資を生産した。 トルストイはこのような努力を評価したが、時折、これらのグループが国から孤立していることを批判し、コミューンは世界的な平和運動にほとんど貢献していないと感じていた。
トルストイの行動は、彼自身が定めた理想からしばしば逸脱していた（例えば、彼は広大な荘園を所有していた）にもかかわらず、彼の信奉者たちは彼の1910年の死後も、トルストイ流の世界平和のビジョンを推進し続けた。

### 個人主義的アナキズム
個人主義的アナキズムは、ロシアにおけるアナキズムの3つの範疇の一つであり、より著名な無政府共産主義やアナルコ・サンディカリスムと並び称された。ロシアの個人主義的アナキズムの支持者層は、主にインテリ層と労働者階級から構成されていた。アナキストの歴史家であるポール・アヴリッチによれば、「個人主義的アナキズムの二人の主導的な提唱者は、どちらもモスクワを拠点としていたが、アレクセイ・アレクセーエヴィッチ・ボロヴォイとレフ・チョールヌイ（パヴェル・ドミートリエヴィチ・トゥルチャニノフ）であった。」 ニーチェから、彼らはブルジョア社会に受け入れられたすべての価値観、すなわち政治的、道徳的、そして文化的価値観の完全な転覆への欲求を受け継いだ。 さらに、個人主義的アナキズムのドイツとアメリカの理論家であるマックス・シュティルナーとベンジャミン・タッカーから強い影響を受け、彼らは組織化された社会の束縛からの人間性の完全な解放を要求した。
あるロシアの個人主義的アナキストの中には、「社会からの疎外感の究極の表現を暴力と犯罪に見出した」者もいたが、前衛的な文学や芸術のサークルに身を寄せた者もおり、しかし大多数は「哲学的」アナキストのままで、「活発な応接間での議論を繰り広げ、重厚な雑誌や書籍の中で彼らの個人主義的理論を詳述した」のである。
レフ・チョールヌイは、ボリシェヴィキ党が権力を掌握する動きに抵抗した、重要な個人主義アナキストであった。 彼は主にシュティルナーとベンジャミン・タッカーの思想を支持していた。 1907年、彼は『連合的アナキズム』というタイトルの書籍を出版し、その中で「独立した個人の自由な連合」を提唱した。1917年にシベリアから帰還すると、彼は講師としてモスクワの労働者の間で非常に人気を博した。チョールヌイはまた、1917年3月に結成されたモスクワ・アナキストグループ連盟の書記でもあった。彼は「私有住宅の占拠」を主張しており、それはアナキストが十月革命後にブルジョワジーからの直接的な収奪と見なした活動であった。 彼は、彼が所属していたグループが共産党モスクワ委員会の本部を爆撃したとされる事件への関与を告発された後、死亡した。 爆撃に実際には関与していなかった可能性が高いものの、彼は拷問によって死亡したとも考えられる。
チョールヌイは、ロシアのブルジョワ社会の価値観のニーチェ的な転覆を主張し、無政府共産主義者ピョートル・クロポトキンの自主的なコミューンを、個人の自由への脅威として拒否した。アヴリッチやアラン・アントリフといった学者たちは、この社会のビジョン、すなわちチョールヌイが抱いていた社会像は、個人主義的アナキズムのマックス・シュティルナーやベンジャミン・タッカーから大きな影響を受けたと解釈している。その著書の出版後、チョールヌイはロシアのツァーリ体制下で彼の革命活動のためにシベリアに投獄された。
他方で、アレクセイ・ボロヴォイ（1876年？-1936年）は、 モスクワ大学の哲学教授であった。 「天賦の弁才の持ち主であり、個人主義的アナキズムとサンディカリスムの教義を調和させようと試みた多数の書籍、パンフレット、論文の著者」であった。 彼は他の理論的著作の中でもとりわけ、十月革命直後の1918年に『アナキズム』、そして『アナキズムと法』を著した。

### ドゥホボール派

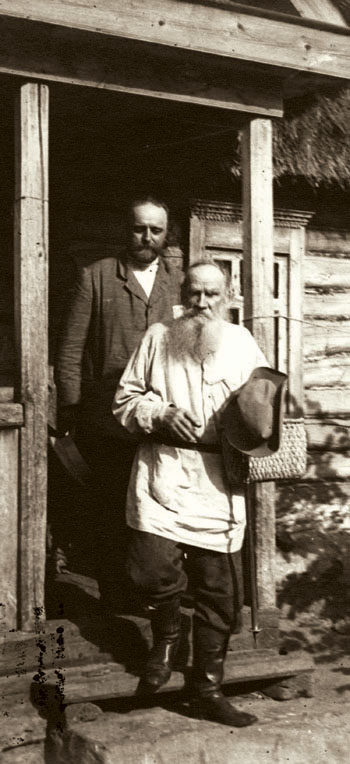
レフ・トルストイとウラジーミル・チェルトコフ。

ドゥホボール派の起源は、16世紀から17世紀のモスクワに遡る。 ドゥホボール派（「魂の格闘者」とも）は、世俗的な政府を拒否しつつ、平和主義と共同生活様式への信仰を維持した、急進的なキリスト教の宗派である。 1899年、最も熱心な信徒である3分の1（約7,400人）のドゥホボール派は、帝政ロシアにおける抑圧から逃れ、カナダへと移住した。彼らの多くはサスカチュワン州とブリティッシュコロンビア州に移り住んだ。 その旅の費用は、クエーカーとレフ・トルストイによって支払われた。 ピョートル・クロポトキンは、ドゥホボール派にとっての安全な避難場所としてカナダをトルストイに提案した。なぜなら、クロポトキンはカナダを横断する講演旅行中に、メノナイトが享受していた宗教的寛容さを目の当たりにしたからである。

### 1905年革命

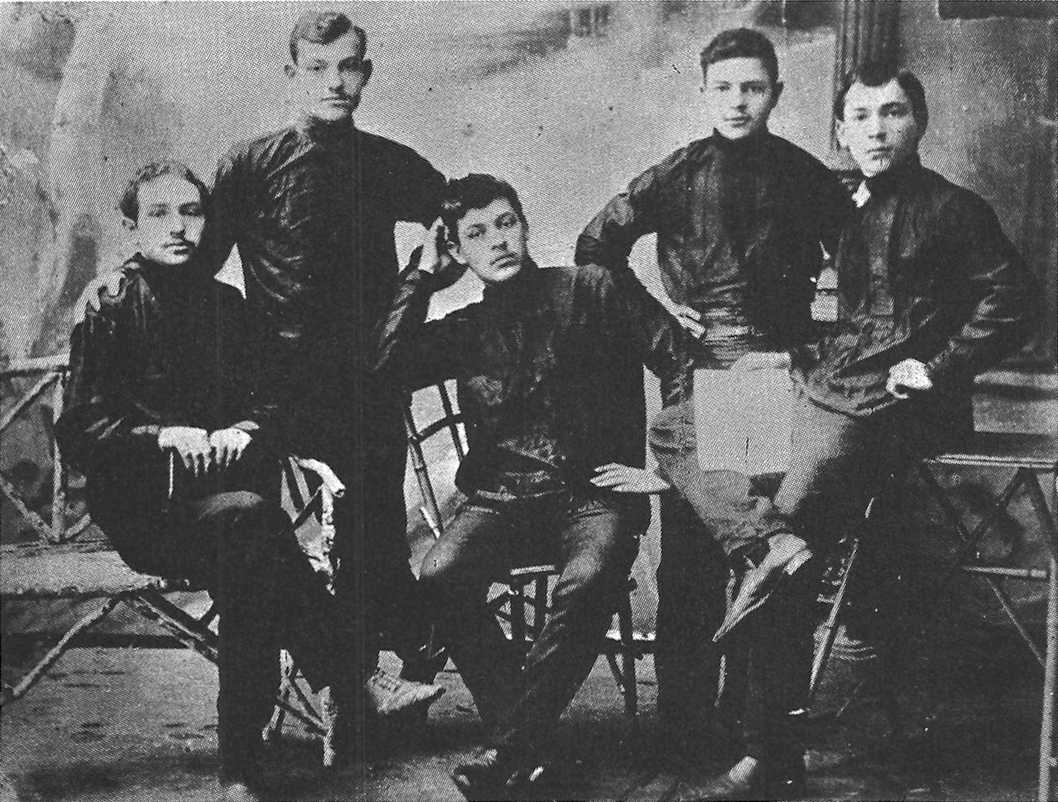
「黒旗」のメンバー

最初期にロシアの労働者や農民から大きな支持を集めたアナーキスト集団は、1903年にビャウィストクで結成された無政府共産主義のチョールノエ・ズナミャ（「黒旗」）であった。 彼らは主に、「居住区」――ロシア帝国の西側国境地帯でユダヤ人が居住を「許された」地域――の貧困に喘ぎ迫害されていたユダヤ系労働者階級から支持を得ていた。 「黒旗」は1904年に最初の攻撃を行った。それは、グループの熱心なメンバーであるニサン・ファーバーが、ユダヤ教の贖罪の日にスト破りの実業家を刺殺した時である。 「黒旗」、左翼社会革命党、そしてビャウィストクのシオニストたちは、今後の行動を決定するために森の中に集まった。 会議の終わりに、「社会革命万歳」と「アナーキー万歳」の叫び声が、秘密会合に警察を引き寄せた。 その後、暴力沙汰となり、多くの革命家が逮捕または負傷した。 復讐として、ニサン・ファーバーは警察署に自家製爆弾を投げつけ、自身も死亡し、多数を負傷させた。 彼はすぐにアナーキストたちの革命的殉教者となり、サンクトペテルブルクで血の日曜日事件が勃発すると、彼の行動は「黒旗」の他のメンバーによって模倣され始めた。 武器の獲得が最初の目標となった。 警察署、銃砲店、そして武器庫が襲撃され、備蓄品が盗まれた。 爆弾製造所が設置され、収奪によって得られた資金は、ウィーンからより多くの武器を購入するために使われた。 ビャウィストクは戦場と化し、実質的に毎日、アナーキストの攻撃か警察の弾圧のどちらかが起こっていた。 エカテリノスラフ（現ドニプロ）、オデッサ、ワルシャワ、そしてバクーは全て、ますます頻発する銃を持つ強盗や、緊迫した銃撃戦を目撃することになった。 ダイナマイトが、最も憎まれた資本家の工場や邸宅に投げ込まれた。 労働者たちは、自分たちのボスを打倒し、自分たちで工場を経営するように促された。 帝国全土の労働者と農民は、この助言を真に受け止め、辺鄙な地方での散発的な蜂起が日常的な光景となった。 特に西側の国境地帯、すなわちロシア領ポーランド、ウクライナ、リトアニアの都市は、怒りと憎悪に燃え上がった。
パレにおける革命は、1905年11月と12月に、ワルシャワのブリストル・ホテルとオデッサのリブマン・カフェの爆撃という血なまぐさい最高潮に達した。 モスクワにおける12月蜂起の鎮圧後、アナキストたちは一時的に退却したが、すぐに革命に戻ってきた。 地方の小さな町や村でさえ、独自のアナキスト戦闘グループを持っていた。 しかし、潮目は革命家たちにとって不利になりつつあった。 1907年、ツァーリの閣僚ストルイピンは、彼の新たな「治安鎮圧」計画に着手した。 警察は、アナキストの拠点を襲撃するために、より多くの武器、命令、そして増援を受け取った。 警察はアナキストたちを彼らの本部まで追跡し、その後、迅速かつ残忍に攻撃した。 アナキストたちは軍法会議で裁かれた。その軍法会議では、予備調査は免除され、評決は2日以内に言い渡され、判決は直ちに執行された。 逮捕という不名誉に屈するよりも、多くのアナキストは追い詰められた際に自殺を選んだ。 捕らえられた者たちは、通常、ラヴァコールやエミール・アンリのやり方で、処刑される前に正義とアナーキーに関する感動的な演説を行った。 1909年までに、アナキストのほとんどは、死亡、亡命、または投獄された。 アナキズムがロシアで再浮上することは、1917年までなかった。

### 二月革命
1917年、ピョートル・クロポトキンはペトログラードに帰還し、そこで彼はアレクサンドル・ケレンスキーのロシア臨時政府が政策を策定するのを支援した。 彼はボリシェヴィキが権力を掌握した時、活動を縮小した。
1917年2月にニコライ2世が退位し、臨時政府が樹立された後、多くのロシア人アナキストがさらなる革命運動でボリシェヴィキに加わった。 1905年の革命後の弾圧以降、ロシアでは新たなアナキスト組織が静かに、しかし着実に成長を続けていた。そして1917年、彼らは国家権力を終わらせる新たな機会が訪れたと捉えた。
都市部の無政府主義者グループは当初、レーニンとその同志を資本主義の抑圧との戦いにおける同盟者と見ていたが、翌年には彼らを社会主義の大義に対する裏切り者と見なすようになる。 共産主義を求める探求において広範な支持の必要性を理解していたレーニンは、二月革命と十月革命の間の8ヶ月間、しばしば意図的に無政府主義的な感情に訴えかけた。多くの楽観的な無政府主義者は、レーニンの「すべての権力をソビエトへ！」というスローガンを、中央権力の重荷のない、自治的な集団によって運営されるロシアの可能性として解釈した。レーニンはまた、共産主義の勝利を、国家の最終的な「死滅」として説明した。
しかし、この間ずっと、無政府主義者たちはボリシェヴィキを警戒し続けた。 ロシアのアナキズムの英雄であるミハイル・バクーニンは、マルクス主義の科学的で過度に合理的な性質に対して懐疑的な態度を示していた。 彼と彼の信奉者たちは、より本能的な革命の形態を好んだ。彼らのうちの一人であるビル・シャトフは、無政府主義者たちを「革命のロマン主義者」と表現した。彼らの行動を開始しようとする熱意は、ペトログラードの兵士、水兵、労働者がペトログラード労兵ソビエトのために権力を掌握しようと反乱を起こした七月蜂起の際に明らかになった。 これは無政府主義者が主導した事件ではなかったが、ペトログラードの無政府主義者たちは、都市の人々を行動に駆り立てる上で大きな役割を果たした。 いずれにせよ、レーニンはその反乱を快く思わず、関係者たちに、彼が別途指示するまで静かにするように命じた。
グループ間の緊張にもかかわらず、アナキストたちは十月革命に至るまで概ねレーニンを支持し続けた。 数人のアナキストが臨時政府の打倒に参加し、クーデターを組織した軍事革命委員会にさえ、アナキストが参加していた。

### 十月革命
最初は、一部のアナキストにとって、革命は彼らが長年夢見てきた無政府社会を到来させうるものと思われた。 このような状況下で、ボリシェヴィキとアナキストの間でいくつかの同盟が結ばれた。 モスクワにおいて、10月革命中の最も危険かつ重要な任務は、古参のリバタリアンに率いられたアナキスト連隊に委ねられた。そして、クレムリンやメトロポール、その他の防衛陣地から白軍を駆逐したのは、まさに彼らであった。 加えて、1917年10月の憲法制定議会への攻撃を主導したのは、アナキストの船員であった。 しばらくの間、アナキストたちは歓喜に沸いた。ロシアが勝ち取った新たな時代の到来を喜んだのである。
ボリシェヴィキとアナキストの関係は、まもなく険悪になった。様々なアナキストグループが、ボリシェヴィキは多元主義には関心がなく、むしろ中央集権的な一党支配を望んでいることに気づいたためである。ビル・シャトフやユダ・ロシチンといった数人の著名なアナキスト指導者は、落胆したものの、交渉の時が来るだろうという希望を抱き、アナキストたちに現在の紛争においてボリシェヴィキに協力するよう促した。しかし、ほとんどのアナキストは、自称ボリシェヴィキの同盟者たちにすぐに幻滅した。ボリシェヴィキはソビエトを掌握し、共産党の支配下に置いたのである。
1918年3月、レーニンがドイツとのブレスト＝リトフスク条約に署名したとき、裏切りという感情は頂点に達した。ボリシェヴィキの指導者たちは、革命を前進させるためにその条約が必要であると主張したが、アナキストたちは広く、それは国際革命の理念に矛盾する過度な妥協であると見ていた。ボリシェヴィキはアナキストを正当な脅威と見なすようになり、強盗、収奪、そして殺人といった犯罪行為をアナキスト団体と結びつけた。その後、人民委員会議は、アナキストに関連付けられた犯罪的な暴走を一掃し、彼らの好戦的な姿勢に対してすべてのアナキストグループを武装解除することを決定した。数ヶ月にわたるアナキストの抵抗の増大とボリシェヴィキの忍耐が尽きてきた後、共産主義政府は1918年の春にリバタリアンな扇動者であるアナキストたちと決定的に袂を分かつこととなった。モスクワとペトログラードでは、新設されたチェーカーが投入され、すべてのアナキスト組織を解散させ、ほぼ目的を達成した。
1918年4月12日の夜、チェーカーはモスクワ市内の26箇所のアナキスト拠点を急襲した。その中には、「アナーキーの家」、すなわちモスクワ・アナキスト諸団体連盟の本部も含まれていた。 マラヤ・ディミトロフカ通りは激戦地と化した。 約40名のアナキストが死傷、そしておよそ500名が投獄された。 また、チェーカーの工作員も12名が戦闘で命を落とした。 アナキストはメンシェヴィキと左翼社会革命党に同調し、1918年のメーデー祝典をボイコットした。 ボリシェヴィキによるアナキスト組織への弾圧は、ロシア共産党指導者層に対する一連の暗殺未遂事件を誘発した。
この時までに、好戦的な一部のアナキストの反対派は武装し、いわゆる「黒衛軍」と呼ばれる集団を結成した。彼らは内戦が始まった時、小規模ながら共産主義勢力との闘争を続けた。しかしながら、都市部の無政府主義運動は終焉を迎えていた。

### 内戦

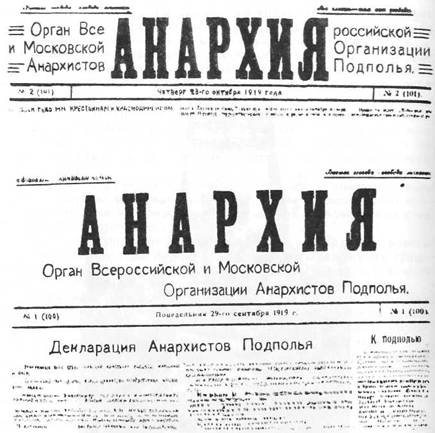
アナーキー (モスクワ・アナーキスト団体連合の新聞) 1919年9月29日

人類学者のエリック・ウルフは、反乱を起こす農民は「生来の」アナキストであると主張している。 当初、ボリシェヴィキが提案した土地改革を好意的に見ていた農民たちは、1918年までには、新しい政府が農村住民に対する政策においてますます中央集権的かつ搾取的になったため、その政府をひどく嫌うようになった。 マルクス・レーニン主義者たちは農民を高く評価することはなく、白軍との内戦が始まると、赤軍は主に農民の村を穀物の供給源として利用し、そこから穀物を「徴発」、つまり武力で強制的に取り上げた。
赤軍と侵略してきた白軍の両方から等しく虐げられた大勢の農民たち、そして赤軍の脱走兵たちは、「緑軍」を結成し、赤軍と白軍の両方に対抗した。緑軍は敵対勢力のような壮大な政治的な目的を持っていなかった。ほとんどの場合、彼らは単に嫌がらせを受けるのをやめて、自治を行うことを許されたいと望んでいた。緑軍は歴史的にほとんど無視されてきたが（特にソビエトの歴史家によって）、彼らは手ごわい勢力であり、内戦における赤軍の勝利にとって大きな脅威であった。党が1920年に内戦終結を宣言した後でさえ、赤軍と緑軍の戦争はしばらくの間続いた。
赤軍の将軍たちは、多くの地域において農民反乱がアナキストの指導者と思想から強い影響を受けていると指摘した。ウクライナにおいて、最も悪名高い農民反乱の指導者は、ネストル・マフノというアナキストの将軍であった。 マフノは元々、白軍に対抗するために赤軍と協力して自らの軍を率いていた。 彼の軍が駐屯していたウクライナの地域において、マフノはコミューン間の生産的な協調に基づく自治的な政府システムの発展を監督した。 アナキズムの歴史家であるピーター・マーシャルによれば、「一年以上にわたり、アナキストは広大な地域を支配下に置いており、それは現代史における大規模な無政府状態の実践における数少ない例の一つである」
当然のことながら、ボリシェヴィキはマフノによる自治の試みを排除すべき脅威と見なすようになった。そして1920年、赤軍はマフノ軍の支配権を奪おうとした。 マフノ軍は抵抗したが、将校たち（マフノ自身は含まれない）は逮捕され、1920年末までに処刑された。 マフノは翌年、パリへ亡命するまで、その後も戦い続けた。

#### 第三革命

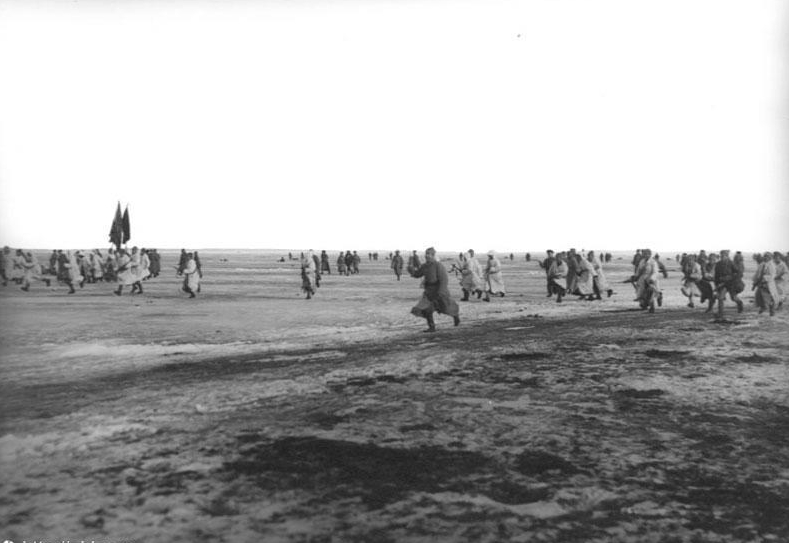
赤軍によるクロンシュタット攻撃。

第三革命の試みは、ブレスト＝リトフスク条約の調印を阻止する目的で、1918年7月に駐ソビエト連邦ドイツ大使が暗殺されたことで始まった。 ドイツ大使暗殺事件の直後、クレムリンへの砲撃、そして圧制者に立ち上がりボリシェヴィキ政権を打倒するよう国民に訴える複数の声明を発表した左派エスエルによる電信局と電話局の占拠が相次いだ。 しかし、この呼びかけはモスクワの人々には届かなかったが、南ロシアの農民たちはこの武装蜂起の呼びかけに力強く呼応した。 「黒旗」とベズナチャルイのアナーキスト・テロリストの集団は、1905年当時と変わらぬ速さと激しさで蜂起した。 ロストフ、エカテリノスラフ、ブリャンスクのアナーキストたちは、アナーキストの囚人たちを解放するために刑務所を襲撃し、ボリシェヴィキ政権に対する反乱を呼びかける情熱的な声明を発した。 アナーキストの戦闘部隊は、白軍、赤軍、ドイツ軍のすべてを等しく攻撃した。 多数の農民が革命に加勢し、ピッチフォークや鎌を手に敵、つまり白軍、赤軍、ドイツ軍に立ち向かった。 その頃、モスクワでは、カジミール・コヴァレビッチとピョートル・ソバレフによって地下アナーキストが組織され、革命の尖兵としてボリシェヴィキの内部に潜伏し、油断した隙を突いて攻撃を仕掛けた。 1919年9月25日、地下アナーキストは革命を通じて最大となる打撃をボリシェヴィキに与えた。 共産党モスクワ委員会の本部が爆破され、ニコライ・ブハーリン、エミリアン・ヤロスラフスキーを含む党員12名が死亡、55名が負傷した。 目覚ましい成功に勢いを得て、地下アナーキストは、資本主義と国家を完全に消し去る新たな「ダイナマイトの時代」の到来を宣言した。 ボリシェヴィキは対抗措置として、コヴァレビッチとソバレフを筆頭とする新たな大量逮捕を開始した。 指導者たちを失い、組織も壊滅的な打撃を受けた残りの地下アナーキストは、チェーカーとの最後の戦いで自爆、隠れ家もろとも爆死した。 数多くの襲撃と暗殺が頻発し、革命は1922年についに終息を迎えた。 革命は主に左派エスエルによって開始されたが、より多くの民衆の支持を得ていたのはアナーキストであり、彼らは左派エスエルが組織したほぼ全ての攻撃に加わり、さらに独自にも多数の攻撃を仕掛けた。 第三次ロシア革命で最も名を馳せた人物、レフ・チェルヌイとファニヤ・バロンは、二人ともアナーキストだった。

### 亡命

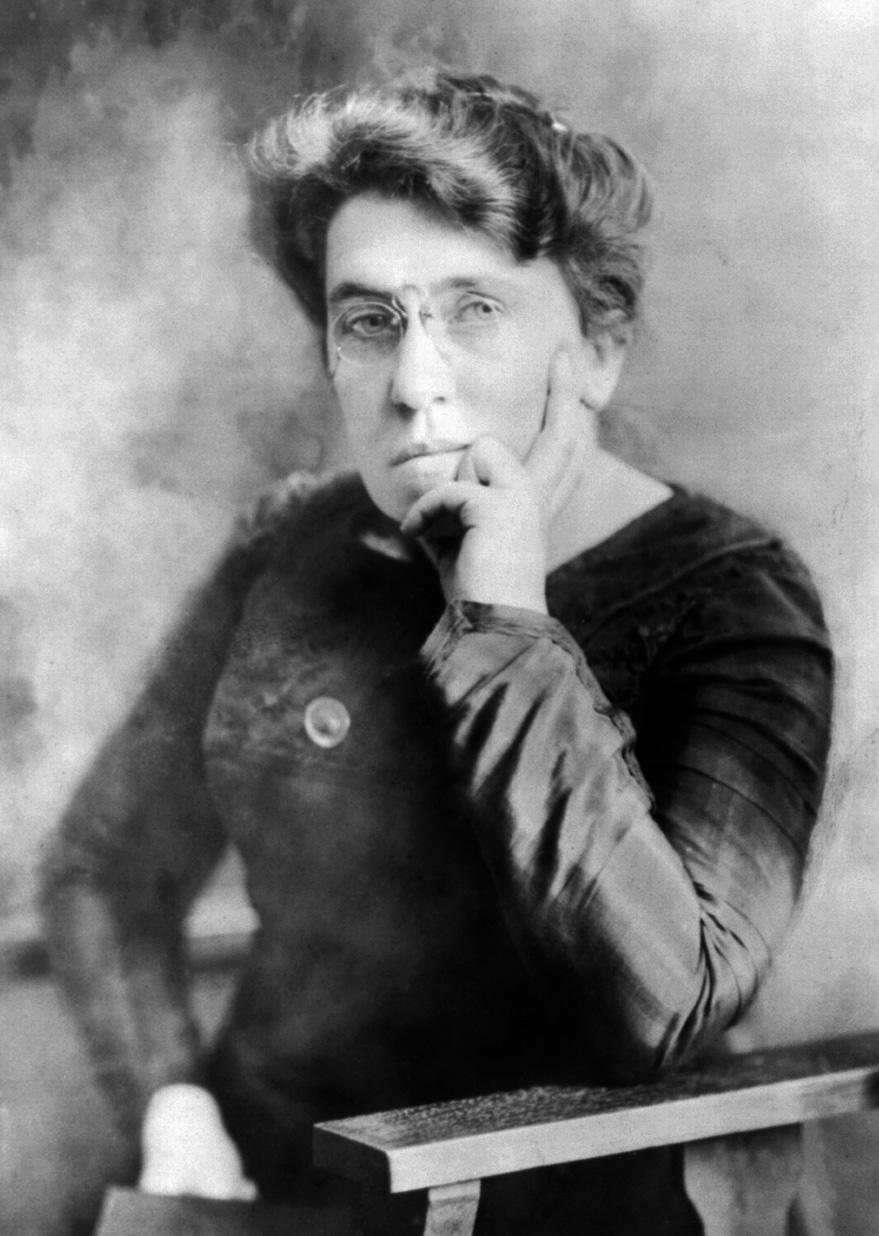
エマ・ゴールドマン、『ロシアにおける幻滅』の著者。

ロシアにおける無政府主義運動の弾圧後、エマ・ゴールドマン、アレクサンダー・バークマン、アレクサンダー・シャピロ、ヴォーリン、マーク・ムラチヌイ、グリゴリー・マクシモフ、ボリス・イェレンスキー、セーニャ・フレシン、そしてモリー・スタイマーなど、多数の無政府主義者が国外へ亡命した。これらの人々は後に、ロシア本国の無政府主義の政治犯への援助を提供する救済組織を設立した。

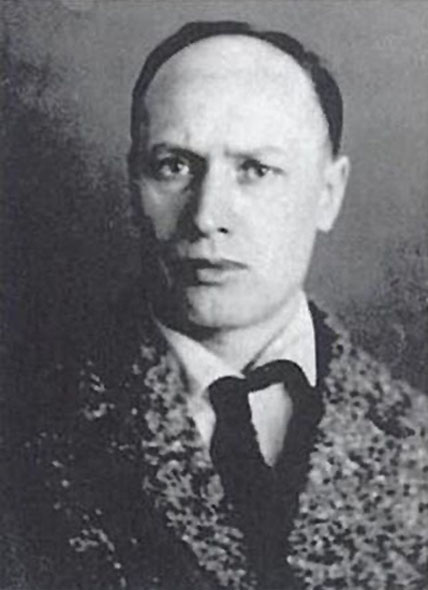
ピョートル・アルシーノフ、プラットフォーム主義の共同創設者。

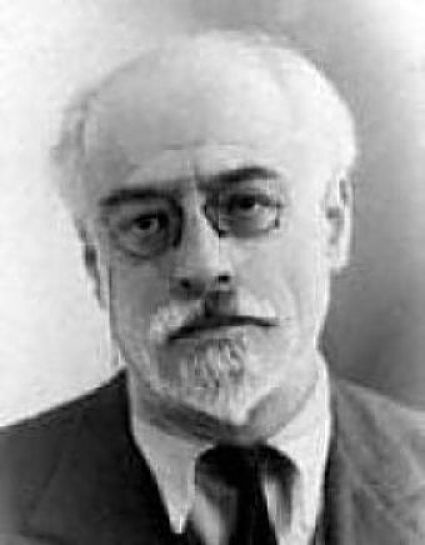
ヴォリン、シンセシス主義の共同創設者。

幻滅したロシアのアナキスト亡命者たちにとって、ロシア革命の経験はミハイル・バクーニンの以前の宣言、すなわち「自由なき社会主義は奴隷制と残虐行為である」という言葉を完全に正当化した。海外在住のロシアのアナキストたちは、共産党の「新たな支配者」を公然と攻撃し始め、NEP（新経済政策）を資本主義の復活として批判し、ウラジーミル・レーニンをスペインの異端審問官トマス・デ・トルケマダ、イタリアの政治哲学者ニッコロ・マキャヴェッリ、フランス革命のマクシミリアン・ロベスピエールになぞらえた。彼らはボリシェヴィキ政府に対立する立場を取り、ロシアの国家資本主義の破壊を求め、それを工場委員会と評議会による労働者による自主管理に置き換えることを求めた。しかし、アナキスト亡命者たちはボリシェヴィキ政府への批判と、ロシアのアナキスト運動がその組織の欠如のために崩壊したという認識においては団結していた。だが、彼らの内部対立は依然として残っており、グリゴリー・マクシモフ、エフィム・ヤルチュク、アレクサンドル・シャピロ周辺のアナルコ・サンディカリストたちが機関誌「労働者の道」を創刊し、ペトル・アルシーノフとヴォリン周辺の無政府共産主義者たちが機関誌「アナキスト・ヘラルド」を創刊した。
アナルコ・サンディカリストたちは、アナキストの組織的なまとまりのなさを改善するため、新たな国際組織の設立を模索した。その結果、1922年12月に国際労働者協会（IWA）が設立されたのである。IWAは、ロシア革命の出来事を、革命的社会主義ではなく国家社会主義を建設する試みであったと分析した。そして、短期的な利益を得るための労働組合の建設を呼びかけるとともに、ゼネラルストライキに向けて組織を構築することを提唱した。さらに、彼らの目標は、中央集権国家を廃止し、労働者評議会のネットワークでそれに取って代わる社会革命であると宣言したのである。マクシモフは後にアメリカ合衆国に移住し、そこで世界産業労働組合（IWW）のロシア語出版物である『労働者の声』を編集したのである。

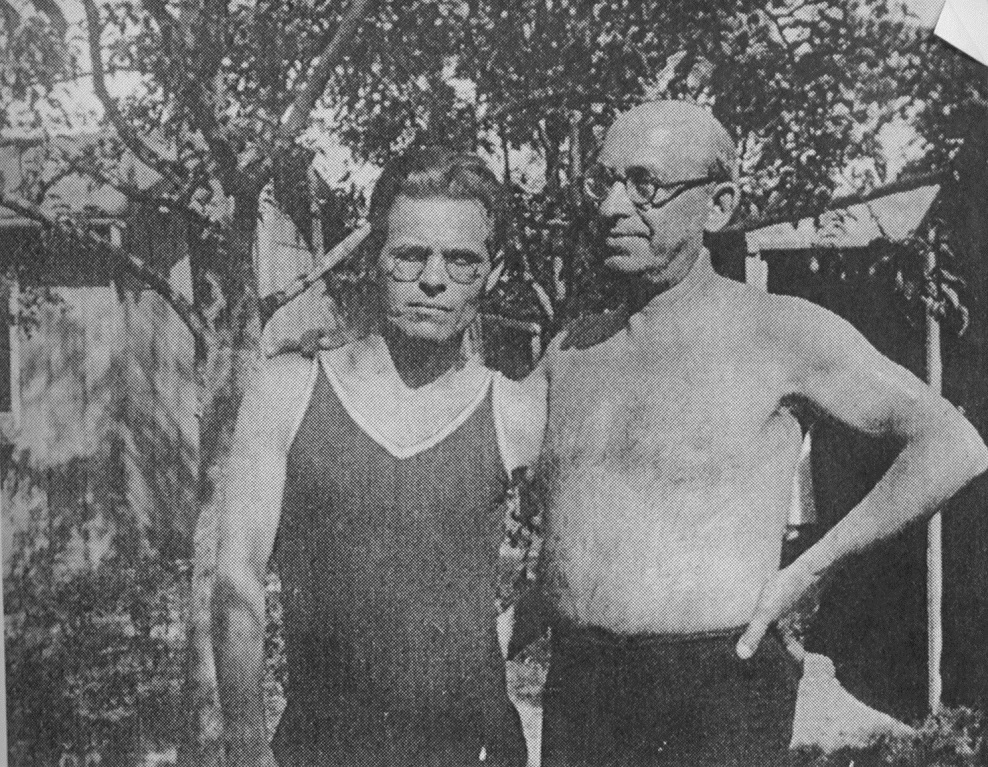
ネストル・マフノとアレクサンダー・バークマン、パリに亡命中（1927年）。

一方で、「労働者の大義」誌周辺の無政府共産主義者たちは、プラットフォーム主義を発展させ始め、緊密に組織されたアナキスト組織の建設を呼びかけた。これは主にピョートル・アルシーノフとネストル・マフノによって支持された。このプラットフォームは、ヴォーリン、セーニャ・フレシン、モリー・スタイマーを含む多くの反対の声によって、権威主義的であると批判された。アルシーノフとマフノのこれらの批判に対する短気な反応は、アレクサンダー・バークマンやエマ・ゴールドマンのような他のロシア人亡命者たちの怒りを買った。彼らはアルシーノフとマフノをそれぞれ「ボリシェヴィキ」と「軍国主義者」として非難し、同時にフレシンとスタイマーの派閥主義にも不快感を表明した。
1920年代後半、多くのアナーキスト亡命者がロシアへ帰国することを決意し、ソビエト政府に許可を求めた。 右派反対派のニコライ・ブハーリンの助けにより、エフィム・イアルチュクは1925年に帰国を許可され、その後共産党に入党した。1930年、アルシノフもまた恩赦によりロシアに帰国し、共産党に入党、その後『デーロ・トルダー』の編集はグリゴリー・マクシモフに引き継がれた。 マクシモフの下で、その出版物は顕著なサンディカリストの立場をとり、同時に他のアナーキストの傾向にも場を提供し、ロシアのアナーキスト亡命者たちの最も重要な出版物となった。マクシモフは、アナルコ・サンディカリストと無政府共産主義の間の隔たりを埋めようと試み、ピョートル・クロポトキンの初期の著作に沿って両者を統合しようとする社会的な信条を発表した。 マクシモフは、共産主義への移行期における労働条件の改善と労働時間短縮を監督できる農業協同組合と工場委員会、刑務所を公的福祉施設に置き換えることと常備軍を「人民民兵」に置き換えて解散すること、そして住宅および消費者協同組合のネットワークによる製品流通の引き継ぎを提案した。彼はまた、コミンテルンを非難し、IWAはカール・マルクスとミハイル・バクーニンの第一インターナショナルの真の後継者であると主張した。「労働者階級の解放は労働者自身の手によるべきである」という理念を彼らが堅持しているためであり、中央集権化は必然的に官僚主義につながると非難した。ロシアでの出来事がそれを証明している。後年、マクシモフはソビエト連邦の歴史書『活動中のギロチン』を出版し、ミハイル・バクーニンの全集を編集した。
ロシアのアナキスト亡命者たちの残党は、1930年代に衰退し始めた。彼らの雑誌の発行頻度が減り、古いテキストの再掲載で埋め尽くされるようになったためである。彼らの活動は、主に過去の出来事の記念日を祝うことに終始するようになり、彼らの批判は、ますますヨシフ・スターリンとアドルフ・ヒトラーに向けられるようになった。 スペイン革命の勃発は、一時的に亡命運動を再燃させた。しかし、スペイン内戦における共和派の敗北後、亡命者たちは活動をほぼ停止した。この時期に、亡命アナーキストの古参幹部たちが次々と死去し始めた。アレクサンダー・バークマンとエマ・ゴールドマンが1930年代後半に死亡し、ヴォーリン、アレクサンダー・シャピロ、グリゴリー・マクシモフが第二次世界大戦における連合国軍の勝利の直後に死亡した。生き残ったアッバ・ゴーディンは、その後共産主義から離れていった。1940年にマルクス主義批判を出版し、その中で、マルクス主義は労働者階級のものではなく、「政治経済オルガナイザーの特権階級」のイデオロギーであると結論づけた。さらにロシア革命を「経営者革命」と特徴づけた。 ゴーディンはますますナショナリズムに傾倒していき、最終的にシオニズムを受け入れ、最終的にイスラエルへ移住し、そこで1964年に死亡した。

### ソ連国内

#### NEPの時代
クロンシュタットの反乱が鎮圧された後、共産党第10回大会は新経済政策（NEP）を実行に移した。この政策は、戦時共産主義を終焉させ、ソビエト経済を国家資本主義の一形態へと変えた。以前にボリシェヴィキ政府との協調を模索していた「ソビエト・アナーキスト」たちの多くは、新経済政策（NEP）の政策にすぐに幻滅した。彼らはこの政策を、自らの革命目標からの後退と見なし、その結果、学術的な活動を追求するために役職を辞任した。
また、この会議はボリシェヴィキ政権への残存するあらゆる反対勢力の弾圧を制度化した。この弾圧は、労働者反対派のような党内派閥を禁止し、アナキストやサンディカリストの要素を粛清するよう命じた。アナキストはチェーカーによって逮捕され、革命裁判所によって裁かれた。そして、多くが国内追放刑を宣告されるか、グラーグへ送致され、そこで彼らは過酷な生活環境に耐え忍んだ。ソロフキ収容所のアナキスト政治囚は、収監に対する抗議としてハンガーストライキを繰り返した。中には焼身自殺を図る者さえ現れた。この抗議行動のために、アナキスト政治囚はソロヴェツキー諸島から移送され、ウラルやシベリアの他の様々なグラークへ分散されることになった。この時期、アナキスト古参幹部の中核的人物たちが相次いで死去し始めた。その中には、ピョートル・クロポトキン、ヴァルラム・チェルケジシヴィリ、ヤン・ヴァツワフ・マハイスキ、そしてアポロン・カレリンなどが含まれる。
ボリシェヴィキ政府は、1920年代を通じて、一部のアナキスト活動が平和的に継続するのを許可していた。 ゴロス・トルダーが所有する書店は営業を続け、クロポトキン博物館の活動は妨害されずに継続が許可され、多くの著名なアナキストたちが、イタリア系アメリカ人のアナキスト、ニコラ・サッコとバルトロメオ・ヴァンゼッティの処刑（サッコ・ヴァンゼッティ事件）に対して公然と抗議する許可を得た。しかし、クロポトキンの未亡人ソフィアが博物館の将来を確保しようと試みたにもかかわらず、1928年までに、クロポトキン博物館の管理権をめぐって派閥争いが勃発していた。 そして翌年、ゴロス・トルダーが所有する諸施設は、当局によって永久に閉鎖された。トルストイ運動はまた、生活と労働コミューンをシベリアに移転せざるを得なかった。 シベリアでは、彼らのメンバーの多くが逮捕された。

#### スターリン主義の時代

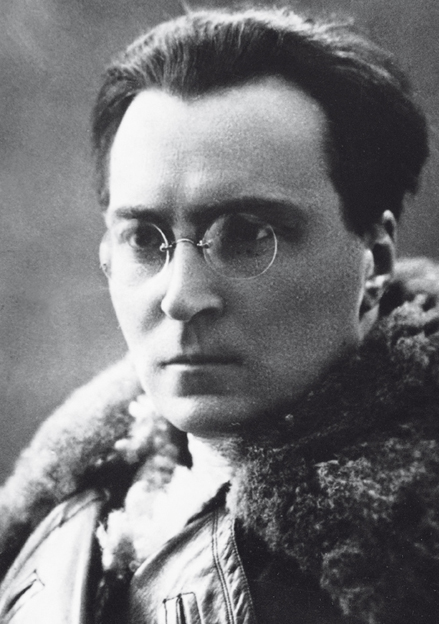
ヴィクトル・セルジュ、リバタリアン社会主義者、スターリンに対する左翼反対派のメンバー。

ソビエト連邦の成立後、ウラジーミル・レーニンは脳卒中で職務遂行不能となり、レフ・カーメネフ、ヨシフ・スターリン、グリゴリー・ジノヴィエフからなるトロイカが国家の支配権を掌握した。 トロイカ政府は労働者グループの評議会共産主義者によって一時的に反対されたが、評議会共産主義者たちは速やかに共産党から追放され、最終的には完全に弾圧された。レーニンが病で亡くなった時、共産党の様々な派閥の間で権力闘争が勃発した。それは、ニコライ・ブハーリンが率いる右派、トロイカが率いる中道派、そしてレフ・トロツキーが率いる左派の間での闘争であった。
スターリンが右派政策である一国社会主義で自らと同盟を結んだとき、トロイカは崩壊し、カーメネフとジノヴィエフは左派と連合して「合同反対派」を結成した。 反対派は党内での言論の自由を要求し、NEPの終焉を求め、経済の急速な工業化と国家官僚機構の削減を提案した。 「アナキスト・ボリシェヴィキ」のヴィクトル・セルジュは、その後、帰国後に反対派に加わったが、党内の反動勢力による反対派の敗北を予測した。 反対派は第15回党大会で敗北し、そのメンバーの多くが党から追放され、亡命を強いられた。亡命先でセルジュは、スターリンによる権威主義的な統治を声高に批判するようになり、ソビエト政府を「全体主義的」と描写した。 かつて『ゴロス・トルダ』と『ブーレヴェストニク』を編集していたアナルコ・サンディカリストのマクシム・ラエフスキーも、反対派の綱領を出版したために逮捕された。
反対勢力を粛清したことで、ヨシフ・スターリンは権力掌握を完了させた。 彼はその後、NEPを放棄し、経済を急速な工業化と強制的な集団農場化を目指す五カ年計画へと転換させ、スターリン時代が幕を開けた。 ソビエト連邦における全体主義の導入は、NEP下の1920年代に容認されていたアナキストの活動に速やかに終止符を打った。新たな政治的弾圧の波が押し寄せ、多くのアナキストが逮捕され、シベリアや中央アジアへ国内追放となった。アナキストのドミトリー・ヴェネディクトフは、トボリスクへ国内追放されていた間に、「国債に関する噂とソビエト政権への不満を流布した」罪で逮捕され、3日も経たないうちに上訴は認められず死刑を宣告された。

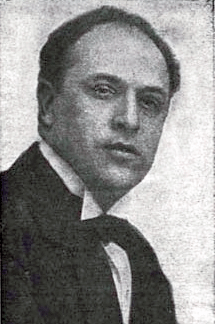
アレクセイ・ボロヴォイ、個人主義的アナキスト。大粛清の犠牲者。

大粛清の間、革命に参加した多くの人々が逮捕され処刑された。オールド・ボリシェヴィキ、トロツキスト、そしてアナキストも多数含まれていた。 アレクサンドル・アタベキアン、ゲルマン・アスカロフ、アレクセイ・ボロヴォイといったアナキスト古参幹部のメンバーの多くが大粛清の間に死亡したと記録されている。アロン・バロンのような人物は、刑務所から釈放された後に失踪した。 ボリシェヴィキとの和解を経験しソビエト連邦に帰国していたエフィム・イヤルチュクとピョートル・アルシノフでさえ、大粛清の間に失踪した。1937年までに、「生活と労働コミューン」はコルホーズへと転換された。コミューンのメンバーは逮捕されて労働収容所へ送られ、彼らの居住地は完全に解散させられた。 そして1938年までには、クロポトキン博物館を維持していたごくわずかの人々もまた抑圧の対象となり、ソフィア・クロポトキンの死後、博物館は閉鎖されるに至った。

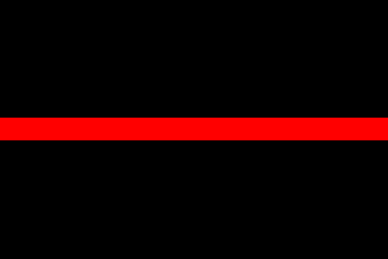
ノリリスク蜂起の旗。

しかし、粛清によってアナキストの古参幹部が排除されたにもかかわらず、アナキストの活動は規模を縮小しながらも継続した。 新世代のアナキストが強制収容所内で出現し、一部はヤロスラヴリの懲罰房での15日間のハンガーストライキに参加した。第二次世界大戦における連合国の勝利の後、赤軍によって解放された多くの戦争捕虜は、その後シベリアの強制収容所へ強制送還された。 そこで、多くのマルクス主義者とアナキストの戦争捕虜は、北部ロシア民主運動を設立し、1947年に蜂起を組織した。その蜂起はいくつかの収容所に広まったが、軍によって鎮圧された。アナキズムはその後、シベリアの多くの収容所に広がり、1953年のスターリンの死によって引き起こされた蜂起の波で頂点に達した。その蜂起の中にはアナキストが参加したものもあった。 特に、ノリリスク蜂起では、多数のウクライナ・マフノ主義者の積極的な参加が見られた。

#### 雪解け

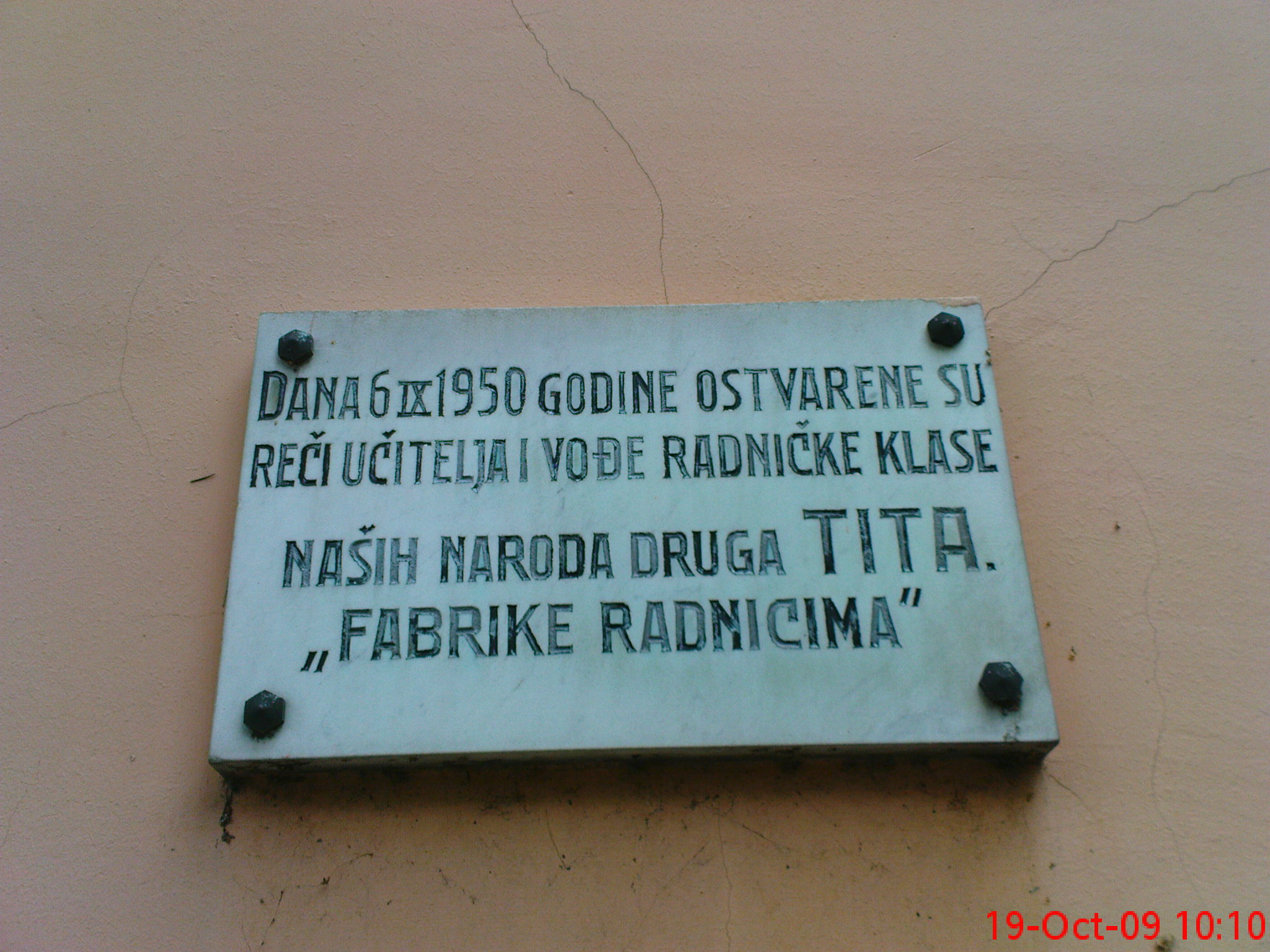
"Fabrike radnicima"（「工場を労働者へ」）は、ユーゴスラビアの自主管理社会主義の標語であり、それは後のソビエト連邦のリバタリアン共産主義者たちに影響を与えた。

スターリンの死後、権力闘争が続いたが、それはニキータ・フルシチョフが支配権を確立することで終結した。フルシチョフは政治的抑圧と検閲を緩和する改革プログラムを実行し、何百万人もの政治犯をグラーグから解放、そしてソビエト社会の非スターリン化を制度として導入した。数十年ぶりに、反体制派の抗議運動が公の場で現れ始めた。その運動の中には、ユーゴスラビアの自主管理社会主義に触発された、多くのリバタリアン共産主義者たちがおり、彼らは反国家主義的な傾向を強め、中には自らをアナキストとさえ呼ぶ者もいた。
フルシチョフは初期のアナキスト運動への弾圧を開始し、新世代の多くがグラーグの収容所に送られることになった。その多くは「反ソビエト宣伝」の罪で有罪判決を受けた。 アナキストであることを公然と表明することが危険であったため、一部のアナキストは、台頭してきた人権運動に身を投じた。レニングラードのアナキストたちは、反体制派のユーリ・ガラズコフへの援助を提供したとして逮捕され、あるアナキストの港湾労働者は、同僚の間で扇動を行ったとして逮捕された。

#### 停滞の時代
停滞の時代において、1978年にレニングラードの学生集団によって「左翼反対派」として知られる新たなグループが設立された。 リバタリアン社会主義者のアレクサンドル・スコボフに率いられ、彼らは都市にコミューンを設立した。そのコミューンは、ソ連の左翼反体制派の集会所として機能し、彼らはまた、彼ら自身の雑誌『ペルスペクティーヴィ』を出版した。その雑誌『ペルスペクティーヴィ』は、多様な思想を持つ多くの著者による記事を掲載した。その著者には、ミハイル・バクーニン、ピョートル・クロポトキン、ダニエル・コーン＝ベンディットといったアナキストや、レフ・トロツキー、ヘルベルト・マルクーゼといったマルクス主義者が含まれていた。 彼らの綱領で発表された思想は、「超左翼」と特徴づけられ、ソビエト国家に対立し、結社の自由と自己決定権を支持する立場をとった。 グループのより過激なメンバーの中には、ドイツ赤軍に触発され、国家に対する武装闘争と非合法な方法の使用を主張する者さえいたが、指導者であるアルカディ・ツルコフとアレクサンドル・スコボフは非暴力を奨励した。 そのグループは、ソ連全土からの左翼反体制派グループを結集させる会議を組織することを計画したが、計画された会議は正統派マルクス主義グループによって延期され、最終的には代表者の到着を妨げる政治的弾圧のために完全に中止された。 そのコミューンは襲撃され、彼らのメンバーは尾行され、彼らの指導者たちは何年もグラーグに送られる判決を受けた。

アナルコ・サンディカリスムの赤と黒の旗。それは1980年代のロシアで再興を見たものである。

共産党が権力を失い始め、ナショナリズムが高まる中で、ロシアのアナキストは前進するための道として地方分権と連邦主義を提唱し、かつてミハイル・バクーニンが提唱した地域を「自治共和国の緩やかな連邦」へと再編するモデルを改めて提案した。 しかし、1991年のソ連8月クーデター未遂事件後、アナキスト・サンディカリスト連盟(KAS)のメンバーがベールイ・ドームでバリケードを築いて防衛したものの、ソビエト連邦は解体され、ロシア連邦が成立した。

### ロシア連邦
ロシアにおける現代のアナキスト・グループとしては、革命的アナルコサンディカリスト連合（KRAS-MAT）やリバタリアン共産主義の「自律行動」などが挙げられる。これらのグループはどちらも、直接行動、ストライキ、そして反ファシスト行動を主張している。 シベリア労働連盟は、ロシア全土のアナルコサンディカリストを結びつけている。 2010年代初頭には、800人から1,000人のロシア人が活動的なアナキストであると推定されている。
「自律行動」（ロシア語: Автономное действие）は、2011年から2013年のウラジーミル・プーチン政権に対するロシアの抗議運動において、主要な役割を果たした。2013年8月、「自律行動」の第12回大会で組織内紛争が発生し、それが組織の分裂に発展した。数ヶ月の間、ロシアでは「自律行動」という名前を名乗り、同様のリバタリアン共産主義の立場を主張する2つの組織が活動していた。 しかし、2013年10月27日に、分離派グループは「自律行動 (社会革命派)」(ADSR) という名前を採用した。(後にこの組織は「人民防衛隊」と改名された)
2018年10月31日、17歳の大学生ミハイル・ジョロビツキーは、アルハンゲリスクの地方FSB本部に対し、自殺爆弾テロを実行した。攻撃前にジョロビツキーが投稿したとされるソーシャルメディアのメッセージでは、彼は自身が無政府共産主義者であると述べ、FSBによる執拗な拷問と証拠捏造の常態化を理由にFSBに対する攻撃を実行したとされている。

#### 2022年ロシアのウクライナ侵攻
アナキストたちは、2022年のウクライナ侵攻に対するロシアの抵抗運動において、重要な役割を果たしてきた。その活動には、2022年の軍事委員会に対する放火も含まれる。 侵攻開始以来、国内で無政府共産主義戦闘組織が「最も活発な『破壊工作』勢力」であると、ザ・インサイダーは報じている。2023年4月19日、無政府共産主義戦闘組織の創設者の一人であるドミトリー・ペトロフは、ウクライナ領土防衛隊のために戦っていたバフムートの戦いで戦死した。

## 組織
- Land and Liberty (1876–1879)
- People's Will (1879–1887)
- Chernoe Znamia (1903–?)
- Moscow Federation of Anarchist Groups (1917–1918)
- Black Guards (1917–1919)
- Universalists (1920–1921)
- Confederation of Anarcho-Syndicalists (1988–1995)
- Siberian Confederation of Labour (1995–present)
- Confederation of Revolutionary Anarcho-Syndicalists (1995–present)
- New Revolutionary Alternative (1996–2000)
- Autonomous Action (2002–present)
- People's Self-Defense (2013–present)
- Combat Organization of Anarcho-Communists (2018–present)

## 関連ページ
- Category:Russian anarchists
- List of anarchist movements by region
- Anarchism in Belarus
- Anarchism in Mongolia
- Anarchism in Ukraine
- History of communism in the Soviet Union
- Kronstadt rebellion
- Makhnovshchina
- Platformism

## 参照
1. ↑  Tolstoy, Lev Nikolayevich (1885). What I Believe. Cosimo Classics religion & spirituality. New York: Cosimo, Inc. (2007発行). ISBN 9781602067226.  オリジナルの15 May 2020時点におけるアーカイブ。 2019年11月14日閲覧。
2. ↑  Tolstoy, Lev Nikolayevich (1894). “Christianity and Patriotism”. The Spiritual Works of Leo Tolstoy: A Confession, The Kingdom of God is Within You, What I Believe, Christianity and Patriotism, Reason and Religion, The Gospel in Brief and more. e-artnow (2016発行). ISBN 9788026852469.  オリジナルの15 May 2020時点におけるアーカイブ。 2019年11月14日閲覧。
3. 1 2 3 4 5  Tolstoy, Lev Nikolayevich (1894). “Christianity and Patriotism”. The Spiritual Works of Leo Tolstoy: A Confession, The Kingdom of God is Within You, What I Believe, Christianity and Patriotism, Reason and Religion, The Gospel in Brief and more. e-artnow (2016発行). ISBN 9788026852469.  オリジナルの15 May 2020時点におけるアーカイブ。 2019年11月14日閲覧。
4. 1 2 3 4  Avrich 1971, p. 56.
5. 1 2 3 4 5 6  “Prominent Anarchists and Left-Libertarians”. 2010年10月28日時点のオリジナルよりアーカイブ。2010年10月28日閲覧。
6. ↑  Avrich 1971, p. 180
7. ↑  Avrich 1971, p. 254
8. ↑  Chernyi, Lev (1923). Novoe Napravlenie v Anarkhizme: Asosiatsionnii Anarkhism (Moscow; 2nd ed.). New York
9. ↑  Antliff, Allan (2007). “Anarchy, Power, and Poststructuralism”. SubStance 36 (113):  56–66. doi:10.1353/sub.2007.0026.  オリジナルの2016-04-08時点におけるアーカイブ。 2008年3月10日閲覧。.
10. ↑  Phillips, Terry (Fall 1984). “Lev Chernyi”. The Match! (79).  オリジナルの2008-02-11時点におけるアーカイブ。 2008年3月10日閲覧。.
11. 1 2  http://quod.lib.umich.edu/cgi/t/text/text-idx?c=labadie;cc=labadie;view=toc;idno=2917084.0001.001 Archived 2014-02-01 at the Wayback Machine. "Anarchism and Law." on Anarchism Pamphlets in the Labadie Collection
12. ↑  Marshall 2008, pp. 470–471.
13. ↑  Marshall 2008, pp. 471–472.
14. ↑  Marshall 2008, p. 471.
15. ↑  Avrich 1967, pp. 343–344.
16. ↑  Avrich 1966, p. 382.
17. 1 2  Avrich 1968, pp. 296–297.
18. ↑  Avrich 1967, pp. 345–346.
19. ↑  Marshall 2008, p. 472.
20. ↑  Avrich 1967, pp. 348–349.
21. ↑  Goodwin 2010, p. 48.
22. ↑  Marshall 2008, pp. 472–473.
23. ↑  Grossman 2020, p. 230.
24. ↑  Avrich 1967, pp. 349–350.
25. ↑  Wolf, Eric. “Peasants and Revolution,” Revolutions: Theoretical, Comparative, and Historical Studies. Jack Goldstone, ed. 2002.
26. 1 2 3  Vladimir N. Brovkin, Behind the Front Lines of the Civil War: Political Parties and Social Movements in Russia, 1918-1922. Princeton, 1994, p. 127-62, 300.
27. ↑  Orlando Figes, "The Red Army and Mass Mobilization during the Russian Civil War 1918-1920," Past & Present, No. 129 (1990), p. 168-211.
28. ↑  Marshall 2008, p. 473.
29. ↑  Marshall 2008, pp. 473–475.
30. ↑  Avrich 1971, pp. 235–236.
31. ↑  Avrich 1971, p. 237-238.
32. ↑  Avrich 1971, p. 238.
33. ↑  Avrich 1971, pp. 238–239.
34. ↑  Avrich 1971, p. 239.
35. ↑  Avrich 1971, p. 239-240.
36. ↑  Avrich 1971, p. 247.
37. ↑  Avrich 1971, p. 241.
38. ↑  Avrich 1971, pp. 241–242.
39. ↑  Avrich 1971, p. 242.
40. ↑  Avrich 1971, pp. 243–244.
41. 1 2  Avrich 1971, p. 245.
42. 1 2  Avrich 1971, pp. 242–243.
43. ↑  Avrich 1971, p. 248.
44. ↑  Avrich 1971, pp. 248–249.
45. ↑  Avrich 1971, p. 249.
46. ↑  Avrich 1971, p. 246.
47. ↑  Avrich 1971, pp. 246–247.
48. ↑  Avrich 1971, pp. 249–250.
49. 1 2  Avrich 1971, p. 234.
50. ↑  Avrich 1971, pp. 244–245.
51. ↑  McNeal 1974, pp. 119–129.
52. ↑  Avrich 1971, pp. 234–235.
53. ↑  Avrich 1971, p. 236.
54. ↑  Avrich 1971, p. 237.
55. ↑  Avrich 1971, p. 243.
56. 1 2 3 4 5 6  Avrich 1971, p. 244.
57. ↑  Avrich 1984, pp. 1–29.
58. ↑  Solzhenitsyn 2007c, pp. 348–349.
59. ↑  Avrich 1971, pp. 245–246.
60. ↑  Solzhenitsyn 2007a, pp. 473–474.
61. 1 2 3  Iztok 1980.
62. ↑  Culturelle, Offensive (1978). “Marginalité et débordements quotidiens en URSS” (フランス語). Matin d'un Blues (Paris: Collectif d'offensive culturelle) (2). ISSN 0180-7722. OCLC 473194987.
63. ↑  Émigré (January 1979). “Les anarchistes en URSS, lettre d'un émigré au CIRA” (フランス語). Front Libertaire (Paris: Organisation révolutionnaire anarchiste) (102). ISSN 0154-4233. OCLC 473173562.
64. 1 2  Netchaev, Vadim (April 1979). “La plate forme de l'opposition de gauche” (フランス語). Libération (Paris). ISSN 0335-1793. OCLC 472874342.
65. 1 2  Marshall 2008, p. 478.
66. ↑  Netchaev, Vadim (1979). “The leftist opposition”. Labour Focus on Eastern Europe (London: Routledge) (3). ISSN 0141-7746. OCLC 1150486275.
67. ↑  Ross, Cameron (2016). Systemic and Non-Systemic Opposition in the Russian Federation: Civil Society Awakens?. Taylor & Francis. p. 124. ISBN 978-1-317-04722-3.  オリジナルの2021-02-21時点におけるアーカイブ。 2017年7月4日閲覧。 See also Бученков, Д. Е (2009). Анархисты в России в конце ХХ века. Москва: Либроком. ISBN 978-5-397-00516-6
68. ↑  “Кто там хромает левой?” (2013年11月7日). 2019年7月22日時点のオリジナルよりアーカイブ。2019年7月22日閲覧。
69. ↑  “Заявление московской группы Автономного Действия по поводу сайта "автоном-инфо"”. Autonomous Action (2013年8月23日). 2019年12月9日時点のオリジナルよりアーカイブ。2025年4月1日閲覧。
70. ↑  “26—27 октября 2013 года прошел внеочередной XIII(I) съезд организации Автономное Действие”. 2019年8月9日時点のオリジナルよりアーカイブ。2021年2月16日閲覧。
71. ↑  “Организация "Народная Самооборона"”. 2021年1月12日時点のオリジナルよりアーカイブ。2021年2月16日閲覧。
72. ↑  “Russia teen blows himself up in FSB building, prompting terrorism investigation n” (英語). NBC News.  オリジナルの2018年11月28日時点におけるアーカイブ。 2018年11月27日閲覧。
73. ↑  Nechepurenko, Ivan (2018年10月31日). “Bomb Explodes at Russian Security Agency, Wounding 3 Workers” (英語). The New York Times.  オリジナルの2018年11月27日時点におけるアーカイブ。 2018年11月27日閲覧。
74. ↑  “Teen blows himself up at Russia security HQ” (英語). BBC News. (2018年10月31日).  オリジナルの2018年12月21日時点におけるアーカイブ。 2018年11月27日閲覧。
75. ↑  “Этот поезд в огне: как российские партизаны поджигают военкоматы и пускают поезда под откос” (ロシア語). The Insider. 2022年8月10日時点のオリジナルよりアーカイブ。2022年8月11日閲覧。
76. ↑  Veniamin Volin (2023年5月20日). “Ultra left-wing Russian activist who fought on the side of Ukraine killed in Bakhmut. His friend recalls how he ended up in Ukraine and what he fought for”. Novaya Gazeta Europe. 2023年6月17日時点のオリジナルよりアーカイブ。2023年6月17日閲覧。

## 関連文献
- Bakunin, Mikhail (1990). Statism and Anarchy. Cambridge: Cambridge University Press. ISBN 0-521-36973-8
- Berkman, Alexander (2010). The Tragic Procession: Alexander Berkman and Russian Prisoner Aid. London and Berkeley: Kate Sharpley Library and Alexander Berkman Social Club. ISBN 978-1-873605-90-5
- Dolgoff, Sam (1980). Bakunin on Anarchism. Montréal: Black Rose Books. ISBN 0-919619-06-1
- Eichenbaum, Vsevolod Mikhailovich Cantine訳 (1955) [1947]. The Unknown Revolution. New York: Libertarian Book Club. ISBN 0919618251. OCLC 792898216
- Kropotkin, Peter (1909). The Terror in Russia. London: Methuen. OCLC 65565363
- Stalin, Joseph (1954) [1906/1907]. “November 1901 - April 1907”. Anarchism or Socialism?. Collected Works. 1. Foreign Languages Publishing House. OCLC 500187899
- Stepniak, Sergei (1883). Underground Russia. London: Smith, Elder & Co.. OCLC 1068607124.  オリジナルの24 September 2011時点におけるアーカイブ。
- Tolstoy, Leo (1899) [1877]. What Is to Be Done?. New York: Crowell. ISBN 143449425X. OCLC 320522431
- Yaroslavsky, Yemelyan. History of Anarchism in Russia. London: Lawrence & Wishart. OCLC 933005779